# Ambassade du Guatemala en France
L'ambassade du Guatemala en France est la représentation diplomatique de la république du Guatemala auprès de la République française. Elle est située 7, avenue Niel, au cinquième étage, dans le 17e arrondissement de Paris, la capitale du pays. Son ambassadeur, est depuis 2024, Rubén Estuardo Nájera Contreras.

## Histoire
Dans les années 1900, la légation du Guatemala se trouve 25, rue Saulnier, dans le 9e arrondissement.
L'ambassade est située jusqu'au tournant des années 2020 au deuxième étage du 2, rue Villebois-Mareuil (17e arrondissement).

## Liste des ambassadeurs
| Date de nomination | Date de remise des lettres de créance | Date de remise des lettres de créance | Diplomate                                       |
| ------------------ | ------------------------------------- | ------------------------------------- | ----------------------------------------------- |
| ?                  | 16 décembre 1991                      | [ JORF 1 ]                            | José Goubaud Irigoyen                           |
| ?                  | 14 septembre 1994                     | [ JORF 2 ]                            | Antonio Pallares Buonafina                      |
| ?                  | 4 septembre 1996                      | [ JORF 3 ]                            | Gloria Regina Montenegro Passarelli de Chirouze |
| ?                  | 26 octobre 2000                       | [ JORF 4 ]                            | Antonio Pallares Buonafina                      |
| ?                  | 2 juillet 2004                        | [ JORF 5 ]                            | Anaisabel Prera Flores                          |
| 2013               | 11 juillet 2013                       | [ JORF 6 ]                            | Marco Tulio Chicas Sosa                         |
| 2018               | 31 août 2018                          | [ JORF 7 ]                            | Luis Fernando Andrade Falla                     |
| 2019               | 10 décembre 2019                      | [ JORF 8 ]                            | Francisco Gross Hernández                       |
| 2023               | 22 septembre 2023                     | [ JORF 9 ]                            | Olga Julissa Anzueto Aguilar                    |
| 2024               | 17 septembre 2024                     | [ JORF 10 ]                           | Rubén Estuardo Nájera Contreras                 |